# Héctor De Benedictis
Héctor Pichi De Benedictis (Rosario, 1 de enero de 1955)  es un creador argentino con una amplia trayectoria en diversos campos. Desempeñó un papel destacado en la gestión cultural, fundando centros culturales y festivales de renombre. Además, es conocido como compositor e intérprete, y su trabajo ha sido citado por sus colegas y documentado en numerosos textos bibliográficos. También destaca en el ámbito de la fotografía y el arte visual.
Su compromiso con la educación lo ha llevado a enseñar en todos los niveles, y ha sido el fundador de varias escuelas de música. Además, aportó su experiencia como capacitador en el sector turístico y ha desempeñado roles en el periodismo y en la función pública, particularmente en áreas relacionadas con el turismo y la cultura. En estas áreas, demostró una visión planificadora y estratégica que ha contribuido al desarrollo y promoción de proyectos culturales y turísticos.
A lo largo de su carrera, De Benedictis ha sido reconocido y ha dejado una huella significativa en el ámbito cultural y creativo, siempre impulsado por su innata pasión por la innovación y la creatividad.

## De Benedictis y la música
Los primeros grupos musicales que integró De Benedictis fueron experiencias realizadas mientras cursaba el colegio secundario. Su primera presentación artística se produjo en 1972 y, desde entonces, su carrera como músico se prolonga hasta la actualidad. En aquel año formó el dúo Nubes junto a David Leiva y en 1973 dio forma a Llanto del Padre Sol.
Con algo más de experiencia y pretensiones artísticas acumuladas, en 1974 nació Objetivos Comunes, un grupo que llevaría el germen de las futuras realizaciones de Pichi De Benedictis. En esa agrupación tocó junto a Charly Pagura, Alberto Callaci, Irene Cervera, Maru Gayol, Rafael Bielsa y Melvin Moore, entre otros que pasaron por ella.
Fue uno de los creadores de Amader en 1973 y en 1975 integró el Núcleo de Canto Popular Rosario.
Esos dos momentos de su vida anunciaron su futuro protagonismo en la vida cultural de la ciudad de Rosario. El afán de concretar proyectos colectivos comenzó a urgirlo en los primeros años de los años setenta y es una inquietud que conserva en la actualidad.
Su actividad profesional continuó con la creación del dúo Canto Simple, junto a la cantante Ethel Koffman. Tras protagonizar una serie de presentaciones en escenarios de Rosario, Córdoba y Catamarca, entre otras ciudades, en 1978, el dúo obtuvo el premio del Festival pre-Cosquín en su categoría, y el premio Revelación del mismo festival.
En 1979, De Benedictis integró el trío Acalanto junto a Irene Cervera y Charly Pagura, con quienes realizó una gira latinoamericana que incluyó actuaciones en Uruguay, Costa Rica, Ecuador y México. En este último país el grupo grabó su primer disco de larga duración para el sello Pentagrama. A su regreso a la Argentina, el grupo se transformó en quinteto y quedó formado por De Benedictis, Charly Pagura, Patricia Larguía, Luis Giavón y Alberto Callaci.

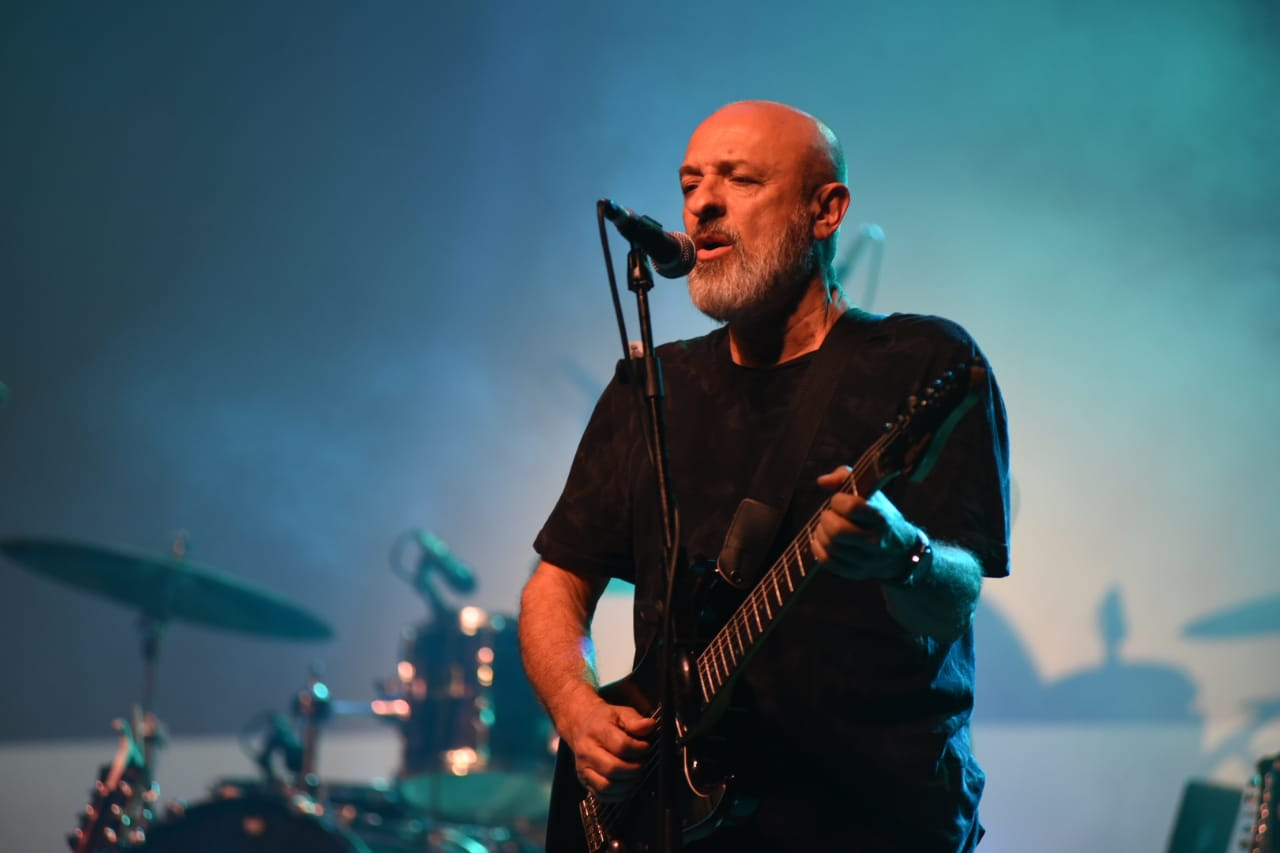

Paralelamente a sus actuaciones con Acalanto, De Benedictis siguió sumándose a los movimientos artísticos. Fue parte de los núcleos fundacionales de Amader y Canto Popular Rosario, en 1977 creó, junto a otros músicos, Espectáculos del Juglar, una productora de actividades musicales independiente, y en 1979 integró El Altillo ―agrupación que tenía como objetivo la producción de espectáculos y la representación de artistas rosarinos―. También integró el movimiento de músicos popularmente conocido como la Trova Rosarina que logró trascendencia nacional tras ser conocido en Buenos Aires luego del éxito obtenido por Juan Carlos Baglietto en 1982. Algunos de los integrantes de la Trova Rosarina fueron Fito Páez, Jorge Fandermole, Rubén Goldín, Adrián Abonizio, Lalo de los Santos y Silvina Garré.
Entre otros reconocimientos, en 1991 su música creada para la película La balada de la primera novia obtuvo «mención del jurado a la mejor música original» en el Concurso Nacional de Cine Independiente de Cipolletti. En 2009, el Museo de la Memoria y los Derechos Humanos de Chile incluyó su canción «La censura no existe» entre las 40 canciones emblemáticas del periodo de lucha contra la dictadura militar chilena (1973-1990).
Compuso música para teatro, danzas, publicidad, artes visuales, video y cine de paso reducido.
Obras de teatro y títeres llevan la música de Héctor De Benedictis, como La mandrágora (1996), La divina tragedia (1996), New spider cabaret (1997), El patito feo (1998), El pintor de la utopía (1998), Cinthia Scoth (1998), Tenedores (1999), El organito (2000), Per urimau (2000), Zapatones (2005), Sonus (2009), entre las más relevantes.
En 2004, su disco El tortelín y el canelón fue postulado para el Premio Gardel en la categoría «Disco infantil».
En video y cine, De Benedictis musicalizó Entre al mundo… (de Alejandro Lamas, 1973), Padre e hijo (de Orlando Benedetto, 1981), Extraña casa (de Hugo Heinzman-Jorge Vidoletti, 1983), Peripecias de un radiólogo (de Orlando Benedetto, 1983), Los comensales (Armentano- Mandrini-Grau, 1987), Todo en orden (de Ernesto Figge, 1988), Tierra dura (Cuatroscientas Líneas, 1996), y Cachilo, el poeta de los muros (de Mario Piazza, 1999, entre otras. También creó y dirigió la obra de teatro-danza Danza de los camalotes (1987), para bailarines y actores basada en una investigación sobre mitos, leyendas, supersticiones e imaginaciones populares, que fue coreografiada por Marta Subiela e interpretada por el grupo de danza contemporánea La Troupe y los actores Rodolfo Pacheco y José Luis Jaimes.
En 2009, tras un paréntesis en sus presentaciones artísticas, De Benedictis hizo conocer un disco triple solista que denominó Fuera de foco. La obra incluyó «Agua», «Estudios sobre la monotonía y su relación con los cuerpos ingrávidos» y «Piezas para circos y glorietas». La particularidad de esta creación radica en que está compuesta por tres discos, con estilos claramente diferenciados, en los que el artista asumió diferentes personalidades para componer e interpretar sus obras.
Ha realizado actuaciones en distintas ciudades de Argentina, Uruguay, Brasil, Costa Rica, Colombia, Bolivia y Ecuador.
En el 2020 lanzó su primer disco de canciones de amor “Seis citas sobre el amor y la existencia”, un disco personal, de lírica meditada, con canciones para contemplar. Canciones compuestas y dichas de manera íntima. Como si se tratase de un cuaderno o poemario personal. Seis citas sobre el amor y la existencia (BlueArt Records) –disponible en plataformas digitales- es el nuevo trabajo de Pichi De Benedictis; en verdad, las citas son siete: “El amor es un laberinto de malentendidos cuya salida no existe” (Jacques-Alain Miller) se lee junto a la fotografía (del propio De Benedictis) que integra el arte de tapa. 
Recientemente el músico presentó su último trabajo "Sudaca", un disco que cruza la fusión con la electrónica.  “Creo que «Sudaca» es el disco de un compositor. Sin dudas es el rol que más bien me cae. Y creo que un compositor (en relación a lo de la flecha) tiene que proteger a la canción de su propio ego, incluso también el del intérprete, el arreglador, el del instrumentista virtuoso y de otras amenazas. Porque cada uno de ellos tiene su propio «blanco»”, dijo un Pichi metafórico respecto del disco que tiene una ilustración de la artista rosarina radicada en Venecia, Carolina Raquel Antich.
El disco respira milonga y está atravesado por un pulso electrónico pero también por una chacarera trunca, la música africana y la india, el rock omnipresente y la canción como nave insignia. Son seis cuadros para decorar una casa sudaca: “Siempre que te digan nunca”, “La luna en Montevideo”, “Navegantes de agua dulce”, “Danza de los camalotes”, “Mis días como extranjero” y “Pañuelos”

### Discografía
Sus canciones han sido grabadas o ejecutadas por Juan Carlos Baglietto, Leo Maslíah, Los Trovadores, Jorge Fandermole, Luis Pescetti, Santiago Feliú, Enrique Llopis, Felo, Julio Lacarra, Ethel Koffman, Marcela Passadore, entre otros.
- Acalanto, disco del grupo homónimo grabado en México, Discos Pentagrama, 1981.
- Acalanto II, Buenos Aires, Ediciones Alfa Centauro, 1982 (inédito).
- Un globo al viento, infantil, Ediciones Alfa Centauro, 1983.
- Como enfrentando cenizas, disco del grupo Acalanto, CBS, 1984.
- Desconcierto, Acalanto, sello Redondel, 1988.
- Danza de los camalotes, Reedición, solista, sello Perro Andaluz (Uruguay), 2006.
- Danza de los camalotes, Reedición, solista, sello Perro Andaluz (Uruguay), 2006.
- Danza de los camalotes, solista, 1987.
- El tortelín y el canelón, Reedición. Sello Perro Andaluz (Uruguay), 2003.
- El tortelín y el canelón, Reedición, sello EPSA (Argentina), 2004.
- El tortelín y el canelón, Orfeo (Uruguay), 1989.
- El tortelín y el canelón, Leo Maslíah-Héctor De Benedictis, infantil, sello El Chancho Records (Argentina),
- Prueba de Artista, solista, Sello Alternauta, 1996.
- Fuera de Foco, tríptico, solista, sello Blue Art (Argentina), 2009. Incluye los discos: 
  - Agua
  - Estudios sobre la monotonía y su relación con los cuerpos ingrávidos y
  - Piezas para circos y glorietas.
- Seis citas sobre el amor y la existencia.  Sello Blue Art Records (Argentina 2019)
- Sudaca, solista, Sello Blue Art Records, Argentina 2021.

Canal de SPOTIFY

## De Benedictis y la fotografía
Su inquietud por la fotografía viene desde su infancia. Tras algunos años dónde realizó experiencias con la pintura y la xilografía que influencian su obra actual, pero recién comienza con sus trabajos en el género en los años 80, produciendo fotos para discos y medios de comunicación. En el año 2010 realiza su primera muestra y desde ese momento no ha dejado de exponer en distintos espacios de la Argentina.
En junio de 2015 la revista Foto DNG, compartió en sus páginas una reseña sobre las muestras y proyectos que realizó en los últimos tiempos.
FOTO DNG es una de las publicaciones en lengua castellana con mayor alcance y reconocimiento en el mundo de la fotografía. Una revista que no solo es herramienta de divulgación informativa para todos aquellos profesionales del sector y amantes de la fotografía, sino que también genera y difunde proyectos socioculturales como "Pon una Foto en la Calle" 
Incursionó en plataformas digitales con, una experiencia innovadora que tuvo como marco exclusivo a las redes sociales. Antropología de lo inútil  fue un proyecto concebido como “work in progress” que comenzó el 11 de abril de 2015 y tuvo su final el 11 de abril de 2016, publicando una fotografía día por medio en Facebook e Instagram. 

### Algunas de las muestras que realizó
- Chinitud, instalación fotográfica con Silvia Armentano. Galería Cultura Pasajera, Rosario, 2012.
- Sobre la fugacidad, muestra individual en Galería Insight, Buenos Aires, diciembre de 2011.
- Phos, galería de fotografía (inauguración). Muestra individual. Pilar (provincia de Buenos Aires), septiembre de 2010.
- Arte BA, muestra colectiva, agosto de 2010, 2011 y 2012.
- Participación en Expotrastiendas, Buenos Aires, Galería Cultura Pasajera.
- Feria La Fugaz, Museo Castagnino, diciembre de 2009.
- Paisajes revelados, muestra fotográfica en la galería Cultura Pasajera. Rosario, mayo de 2009.
- Samara, Sonali y los otros, fotografías 2014, Pilar (Buenos Aires), Posadas (Misiones), Rosario (Santa Fe) 2014.
- Fetiche Italiano, fotografías y objetos. Galería Estudio G. (Rosario). 2017 http://www.pichidb.com.ar/fotografia.php?registro=3
- Haikus. Rivoire galería. 2017. http://www.pichidb.com.ar/fotografia.php?registro=3
- Dípticos. Muestra colectiva de fotógrafos rosarinos. Rivoire Galería, (Rosario). 2018.
- Impudicitia Rivoire Galería, (Rosario). 2021
- La música de las esferas. Galería Gabelich Contemporáneo. (Rosario. Argentina). 2023

## De Benedictis y la labor docente
La docencia siempre fue una de sus pasiones ejerciéndola en diferentes niveles. Durante 10 años fue profesor de música en el jardín de infantes Los Principitos ―de la Escuela Integral de Físherton (de Rosario)―, y desde el año 1987 como profesor de música para la escena en la Escuela Provincial de Teatro y Títeres de esa ciudad en las carreras de Dirección Teatral, Actor y profesor de Títeres.
Proyectó y fundó la Escuela de Músicos de Rosario, espacio dedicado a la transmisión y sistematización de la música popular. En la misma tuvo a su cargo los cursos de Información Profesional, Iniciación Musical Expresiva y Guitarra.
Su labor educativa y cultural sumada a la pasión por la música lo impulsan durante los años noventa proyectar y fundar otros espacios educativos:
Escuela Municipal de Expresión Musical de Carlos Pellegrini,
Escuela de Expresión Musical del Club Atlético San Jorge en la ciudad homónima y la Escuela de Música de Royal House.
Durante más de diez años fue coordinador del convenio de intercambio y asistencia docente entre la Escuela Nacional de Teatro, el Centro de Expresiones Contemporáneas, la Secretaría de Cultura y Educación de la Municipalidad de Rosario y el Centro Cultural Ricardo Rojas de la Universidad de Buenos Aires.
En 1983, junto al músico uruguayo Luis Trochón, De Benedictis conformó el grupo coordinador de los talleres latinoamericanos de música popular, encuentros que se realizarían durante cinco años consecutivos en Montevideo (Uruguay), Rosario (Argentina), Río de Janeiro (Brasil), Sucre (Bolivia) y Bogotá (Colombia). En 1984 creó junto a otros músicos el taller argentino de música popular que tuvo sedes en Rosario, Buenos Aires, Mendoza y Santa Fe.

## De Benedictis y la función pública
Políticamente independiente, De Benedictis ocupó distintos cargos en la función pública. Manteniendo la concepción de que los ciudadanos deben involucrase en la gestión del Estado fue parte de gobiernos de diferentes signos, quienes lo convocaron fundamentalmente para trabajar en áreas culturales. En este contexto sus cargos más destacados fueron el de Secretario de Cultura, Educación y Turismo de la Municipalidad de Rosario 1993-1995 y el de Secretario de Turismo y Presidente del Ente de Turismo (periodo 2010/2020) de la misma ciudad. Entre los años 2004 y 2011 fue director de Centro de Expresiones Contemporáneas (CEC) de Rosario, espacio público que fundara en 1995. Allí desarrolló un modelo de gestión cooperativa entre el sector público y los artistas independientes, que generó actividades tan particulares como 45Db, un ciclo de música que al mismo tiempo era programa de televisión; o el CEC sale, creando una sala en un shopping para atraer nuevos públicos; o La fugaz, una feria de arte efímera que entre otras actividades tuvo una original subasta: con el fin de demostrar el valor del arte sobre el dinero se remataron billetes intervenidos por artistas argentinos consiguiendo que se llegara a multiplicar 420 veces el valor de moneda de los mismos. 
En el año 2008 el municipio le encarga el diseño del proyecto Franja Joven (hoy Franja del Río), que buscaba reconvertir la zona central portuaria de la ciudad de Rosario en un multiespacio destinado a las economías creativas y el desarrollo de la juventud. 
Además, fue presidente del Comité Ejecutivo de la Fundación Parque de España, presidente de la Comisión Organizadora del Encuentro de Colectividades y fundador del Foro de Secretarios de Cultura Municipales del Cono Sur. 
Miembro de la junta coordinadora del Plan Estratégico Rosario Metropolitana 2010-2018. 
Asesor del Ministro de Educación de la Provincia de Santa Fe. 2000-2001.
Asesor de la Comisión de Cultura del Honorable Concejo Municipal de Rosario, 1998-2003. 
Coordinador General de Museos, Escuelas y Organismos Estables de Música de la Subsecretaría de Cultura de la Municipalidad de Rosario (agosto de 1992 a junio de 1993). 
Coordinador de música de la Subsecretaría de Cultura de la Municipalidad de Rosario (febrero a agosto de 1992). 
En 2020 asume como director del centro cultural Plataforma Lavardén de Rosario.

## De Benedictis y las economías creativas
A comienzos del siglo XXI, De Benedictis comenzó a investigar y desarrollar sobre las economías creativas. Estos conocimientos fueron luego aplicados en el desarrollo de proyectos como la reconversión de los galpones portuarios de la ciudad de Rosario en espacio creativos y en el desarrollo del proyecto cultural del Barrio Verde Funes Norte.
Ha dictado cursos, conferencias, y coordinado talleres sobre el tema en Montevideo, Punta del Este y La Paz (Uruguay), Porto Alegre, Recife y San Pablo (Brasil), Bogotá (Colombia), Sucre (Bolivia), Asunción (Paraguay) Lima, (Perú) y en Capital Federal, La Plata, Rosario, etc.
En 2010 ganó el concurso de la Organización de los Estados Iberoamericanos con su proyecto «Investigación en economías creativas», Barcelona, Bilbao, Vitoria y Madrid.  
En noviembre de 2014 es invitado a participar del Seminario internacional “Ciudad y cultura, la reconquista del espacio público”, la ciudad como lugar de encuentro y mediación entre gentes diferentes y lugar donde la diversidad cultural puede hacerse pluralismo. La cultura como motor de la transformación urbana, dinamizadora del tejido urbano y productora de nuevas calidades en los espacios públicos y compartidos. El mismo se realizó en cooperación con el Centro para la Formación Internacional (CEFIR) y el apoyo de la Sala Zitarrosa, sobre la ciudad, el espacio público y la cultura como desafío de convivencia e integración. Participaron entre otros Juca Ferreira (Secretario de Cultura de San Pablo, Brasil), Joxean Fernández (País Vasco), Gerardo Caetano y Mariano Arana (ambos de Uruguay).